# Dear J
Singles de Tomomi Itano
Fui ni
(13 juillet 2011)
Dear J est le premier single de la chanteuse pop japonaise Tomomi Itano.

## Détails du single
Étant à ce moment-là membre du groupe féminin japonais AKB48, Tomochin est l'un des membres du groupe à entamer en parallèle une carrière en solo mi-2010.
Elle débute avec ce single qui sort le 26 janvier 2011 en plusieurs éditions : des éditions régulières chacune notée Type A, Type B et Type C incluant un CD ainsi qu'un DVD et une édition spéciale vendue seulement au théâtre Don Quixote d'AKB48. Les CD des éditions (sauf l'édition spéciale) comprennent tous la chanson-titre puis une chanson différente en face-B dans chaque CD ainsi que leurs versions instrumentales. Leurs DVD comprennent tous la musique-vidéo de la chanson-titre puis un documentaire différent dans chaque DVD.
Le single atteint la 2e place des classements hebdomadaires des ventes de l'Oricon et se vend à 162 871 exemplaires durant la première semaine et à 216 423 exemplaires au total. Lors des premières ventes, les éditions régulières étaient accompagnées d'une photo et une carte d'application des billets pour un premier événement de commémoration, alors que toutes les éditions théâtre étaient accompagnées d'un billet d'événement pour un handshake (prise de contact) et d'une photo. Par ailleurs, la chanson-titre a été utilisée comme spot publicitaire pour la marque de sacs à main américain Samantha Thavasa au Japon.
La chanson-face B de l'édition théâtre Tsundere!, est une reprise de la chanson extraite du 5e album de scène de la Team A d'AKB48 intitulé AKB48 Team A 5th Stage "Ren'ai Kinshi Jōrei". Elle est à l'origine interprétée par Tomomi Itano et d'autres membres d'AKB48 comme Rie Kitahara et Amina Satō. Elle est dans cette édition reprise par Tomomi elle-même et les membres d'un sous-groupe d'AKB48, Nattō Angels Z, dont Tomomi en était membre d'origine (sous le nom de Nattō Angels). Toujours dans cette édition, la chanson Dear J est interprétée par Tomomi et les membres de Nattō Angels Z.
La chanson-titre ne figurera que plus de trois ans plus tard sur le premier album studio de Tomomi intitulé S×W×A×G en juillet 2014, en tant que première piste de l'album.

## Liste des titres
Toutes les paroles sont écrites par Yasushi Akimoto, toute la musique est composée par Keyz et Carlos K. et arrangée par corin..
| 1. | Dear J                  | 3:40 |
| 2. | TUNNEL                  |      |
| 3. | Dear J (OFF VOCAL VER.) |      |
| 4. | TUNNEL (OFF VOCAL VER.) |      |

| 1. | Dear J (MUSIC CLIP)                     |  |
| 2. | Tomomi Itano Collection -Special Movie- |  |

| 1. | Dear J                            | 3:40 |
| 2. | Stand by my side                  |      |
| 3. | Dear J (OFF VOCAL VER.)           |      |
| 4. | Stand by my side (OFF VOCAL VER.) |      |

| 1. | Dear J (MUSIC CLIP)                    |  |
| 2. | Tomomi Itano Interview -Special Movie- |  |

| 1. | Dear J                     | 3:40 |
| 2. | Thank you                  |      |
| 3. | Dear J (OFF VOCAL VER.)    |      |
| 4. | Thank you (OFF VOCAL VER.) |      |

| 1. | Dear J (MUSIC CLIP)                   |  |
| 2. | Makinf of Tomomi Itano -Special Movie |  |

| 1. | Dear J                    | |  |
| 2. | Tsundere! (ツンデレ！)    | chantée par Tomomi Itano, Haruka Ishida, Sumire Satō, Moeno Nitō et Miho Miyazaki ; reprise d'un titre d'AKB48 |  |
| 3. | Dear J (OFF VOCAL VER.)   | |  |
| 4. | Tsundere! (OFF VOCAL VER) | |  |